# Jekatarina Ioannovna af Rusland
Jekatarina Ioannovna af Rusland (russisk: Екатери́на Иоа́нновна Романова; tr. Jekatarina Ionnovna Romanova) (12. juli 1915 – 13. marts 2007) var en russisk prinsesse fra Huset Romanov. Hun var den eneste datter af prins Ioann Konstantinovitj af Rusland og hans hustru prinsesse Jelena Petrovna af Rusland (født som prinsesse Jelena af Serbien).
Prinsesse Jekatarina var det sidste medlem af Huset Romanov, der blev født i det kejserlige Rusland. Hun var halvkusine til Prins Philip, hertug af Edinburgh og Prinsesse Marina, hertuginde af Kent. Efter den Russiske Revolution levede hun i eksil i Jugoslavien, England, Italien og Sydamerika.

## Biografi

### Tidlige liv
Prinsesse Jekatarina Ioannovna blev født den 12. juli 1915 i Pavlovsk nær Sankt Petersborg i det Russiske Kejserrige. Hun var det andet barn og eneste datter af prins Ioann Konstantinovitj af Rusland og hans hustru prinsesse Jelena Petrovna (født som prinsesse Jelena af Serbien).
Efter den Russiske Revolution blev hendes far arresteret og bortvist fra hovedstaden. Hendes mor Elena Petrovna fulgte sin mand i eksil. Jekatarina og hendes bror prins Vsevolod forblev hos deres bedstemor, storfyrstinde Jelizaveta Mavrikjevna. Den 18. juli 1918 blev hendes far dræbt, mens hendes mor blev arresteret og tilbragte flere måneder i sovjetiske fængsler. Bedstemoren formåede at tage børnene med til Sverige. Først efter et stykke tid kunne Jelena Petrovna slutte sig til dem.
Familien boede først i Serbien og flyttede derefter til England. Der modtog Jekatarina en fremragende uddannelse. Prinsessen lærte dog ikke det russiske sprog, da hendes mor efter at have udholdt en masse lidelser i det tidligere Rusland og fra 1917 i Sovjetunionen ikke ønskede at give børnene en russisk uddannelse. Fra 1937 til 1945 boede Jekaterina Ioannovna i Italien.

### Ægteskab
Prinsesse Jekatarina giftede sig den 15. september 1937 i Rom med den italienske adelsmand Ruggero Farace, Marchese Farace di Villaforesta. I ægteskabet blev der født tre børn, to døtre og en søn. Ægtefællerne blev separeret i 1945 men blev aldrig skilt.

### Senere liv
Efter Anden Verdenskrig flyttede prinsesse Jekaterina Ioannovna til Sydamerika. I de senere år boede hun i Montevideo, Uruguays hovedstad. Hun døde 91 år gammel den 13. marts 2007 i Montevideo.